# غرانفيل أوستين
غرانفيل أوستين (بالإنجليزية: Granville Seward Austin)‏ هو مؤرخ أمريكي، ولد في 1927، وتوفي في 6 يوليو 2014 في واشنطن العاصمة في الولايات المتحدة.